# Beowulf

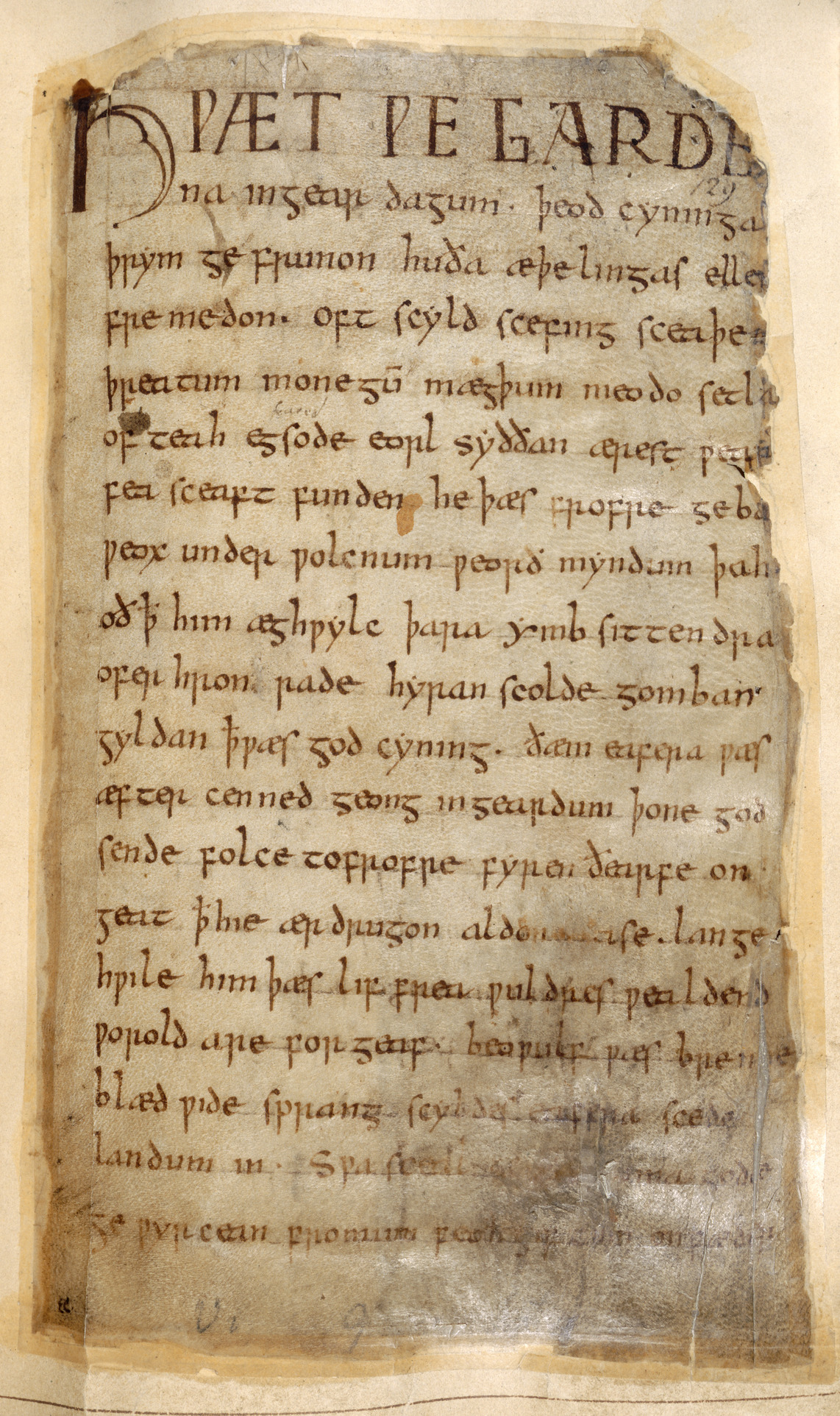
Pierwsza strona spisanej wersji Beowulfa

Beowulf – epicki poemat heroiczny nieznanego autorstwa, będący jednym z najstarszych dzieł literatury staroangielskiej. W formie ustnej istniał już prawdopodobnie od około VIII wieku. Około roku 1000 został spisany w dialekcie zachodniosaskim języka staroangielskiego, przypuszczalnie przez dwóch skrybów.
Utwór liczy 3182 wersy, napisany jest systemem aliteracyjnym, a jego rękopis znajduje się w Bibliotece Brytyjskiej.
Autorem pierwszego przekładu Beowulfa na język nowożytny (duński) był Nikolai Frederik Severin Grundtvig.

## Treść

Plemiona wymienione w poemacie i trasa wędrówki Beowulfa, a także szlak migracji Anglów i przeniesienia poematu do Anglii

Utwór opisuje legendarne pradzieje Skandynawii – Danii i Szwecji oraz jej mitycznych bohaterów w VI stuleciu, lecz wspomina też postaci rzeczywiste i wydarzenia hipotetyczne. Podzielony jest na dwie części:
Pierwsza: Tytułowy bohater po przybyciu na zamek króla Duńczyków Hrodgara (Heorot) zabija pustoszącego okolicę straszliwego potwora – Grendela, a następnie pokonuje jego matkę zamieszkującą w podmorskiej jaskini.
Druga: Skrótowy przekaz podaje, że Beowulf po powrocie do domu (Gautlandii) został królem i szczęśliwie rządził swym ludem Geatów przez pięćdziesiąt lat, do czasu, gdy pewien chłop, wynosząc złoty przedmiot z jaskini, przypadkowo obudził smoka, który począł niszczyć wszystko na swej drodze. Beowulf ponownie pokonał potwora, lecz zmarł wskutek ran odniesionych w walce.
Utwór kończy się opisem pogrzebu bohatera, wykazującym wiele podobieństw do pochówku Attyli opisanego przez gockiego historyka Jordanesa w jego dziele O pochodzeniu i czynach Gotów (łac. Getica).

## Znaczenie tytułu
Poemat nie miał wyraźnie określonego tytułu; nadany i znany obecnie został umownie przyjęty przez  dziewiętnastowiecznych badaczy (podobnie jak w przypadku miana autora pierwszej polskiej kroniki, Galla Anonima).
Etymologia imienia „Beowulf” jest niejasna i sporna. Najbardziej znana teoria tłumaczy je jako „pszczeli wilk” (wilk na pszczoły, pożeracz pszczół), co jest eufemistycznym określeniem niedźwiedzia i symbolizować ma nadnaturalną siłę i odwagę bohatera. Według odmiennej teorii to przekształcone słowo Beadowulf, czyli „wilk wojny”, a jeszcze inni łączą je ze słowem beow oznaczającym „jęczmień”.
Powszechnym wariantem wymowy słowa Bēowulf w języku angielskim jest obecnie /ˈbeɪ.ɵwʊlf/. W staroangielskim „ēo” w Bēowulf było dyftongiem, a samo słowo brzmiało [ˈbeːo̯wʊlf].

## Ślady wierzeń germańskich
- naszyjnik „z narodu Brisingów”, który otrzymał Beowulf jako nagrodę za zabicie Grendela od żony króla Hrothgara – Walto, porównywalny jest z naszyjnikiem noszonym przez boginię Freję. Bohater przekazał go następnie swemu wujowi Higlakowi (Hygelak), królowi Geatów, nim ten wyprawił się przeciw Frankom;
- opiewany w pieśni przez barda duńskiego Zygmunt (syn Welsa) zabił smoka, a według innych skandynawskich przekazów smokobójcą był jego syn Zygfryd;
- smok, którego zabija Beowulf, przypomina bardzo Fafnira;
- hełmy wojów Beowulfa zwieńczone są podobizną dzika, zwierzęcia poświęconego bogowi Frejrowi;
- Beowulf mówi o swej zbroi jako o „dziele Welanda”; Weland to imię anglosaskiego boga-kowala i złotnika.

## Współczesne przekłady angielskie
- prozą – E. Tabolta Donaldsona (1966)
- poetycki – Seamusa Heaneya, New York-London (2000)

## Przekłady polskie
W 1966 nakładem „Naszej Księgarni” pojawiła się prozatorska adaptacja poematu dla dzieci napisana przez Rosemary Sutcliff (przekł. Anna Przedpełska-Trzeciakowska), lecz bez wznowień szybko uległa zapomnieniu. Adaptacja pierwszej części poematu (do momentu zabicia matki Grendela) została zamieszczona w publikacji zatytułowanej Mity i legendy Europy. Fragment utworu przełożony przez Roberta Stillera został opublikowany w czasopiśmie „Ogród” (nr 2/1994).
Beowulfa po raz pierwszy na język polski przetłumaczył Mirosław Kropidłowski. Przekład ten ukazał się nakładem Wydawnictwa Armoryka w roku 2006 pt. Beowulf. Anglosaski poemat epicki ułożony około roku 750 po Chrystusie, zachowany w jednym tylko rękopisie z roku około 1000. Tłumaczenia nie dokonano jednak bezpośrednio z oryginału, a jego poziomowi literackiemu i niektórym zastosowanym przez tłumacza rozwiązaniom stawiano liczne zarzuty.
Wydawnictwo Armoryka dokonało kolejnego wydania (zawierającego pełny tekst poematu) w 2009, pt. Beowulf. Średniowieczny anglosaski poemat heroiczny, w opracowaniu prozą, którego autorką była Joanna Sarwa.
W 2010 ukazało się tłumaczenie autorstwa Roberta Stillera. Całość opatrzona obszernym komentarzem, przypisami oraz interpretacją, wydana została pod tytułem Beowulf. Epos walki tyleż średniowiecznej co współczesnej nakładem wydawnictwa Etiuda. O ile sam przekład został dobrze przyjęty, kontrowersje wzbudziły m.in. nadany eposowi podtytuł, szata graficzna książki oraz umieszczenie w niej esejów Stillera napastliwych wobec poprzednich tłumaczy, m.in. wobec Seamusa Heaneya.
W 2015 ukazał się przekład dokonany przez Katarzynę Staniewską i Agnieszkę Sylwanowicz z angielskiego tłumaczenia dokonanego przez J.R.R. Tolkiena, wraz z jego komentarzem oraz tekstami towarzyszącymi: Sellic spell (będącym próbą rekonstrukcji ludowego opowiadania stanowiącego podłoże Beowulfa oraz Pieśń o Beowulfie).

## Nawiązania
Beowulf jest też tematem słynnego eseju J.R.R. Tolkiena, zatytułowanego Potwory i krytycy (Beowulf: The Monsters and the Critics). Tolkien był wielkim miłośnikiem tego poematu; postać Beowulfa była dla niego uosobieniem archetypu bohatera północy, którego wielkość objawia się w walce z największym potworem pradawnych legend – smokiem. Stąd bohater legend tego kręgu kulturowego często jest Smokobójcą (The Dragon-Slayer) – co uwidoczniono również w skandynawskiej legendzie o Sigurdzie, który zabija smoka Fafnira. Tolkien wykorzystał powyższy koncept m.in. w postaci Eärendila i Túrina z książki Silmarillion. Ponadto motyw smoka pilnującego skarbu, który po naruszeniu skarbca pustoszy okoliczne domostwa ogniem, został przez Tolkiena wykorzystany w Hobbicie.

## Ekranizacje
Na podstawie legendy powstało kilka filmów. W 1999 r. Graham Baker zrealizował w Rumunii niskobudżetowe widowisko Beowulf − pogromca ciemności, przenosząc akcję w postapokaliptyczną przyszłość i obsadzając w tytułowej roli Christophera Lamberta. W 2005 r. miała premierę kanadyjsko-brytyjsko-islandzka koprodukcja Beowulf. Droga do sprawiedliwości (w oryginale Beowulf & Grendel) w reżyserii Sturli Gunnarssona. W rolę Beowulfa wcielił się Gerard Butler, a Grendela − Ingvar Eggert Sigurðsson. W listopadzie 2007 odbyła się premiera filmu  Beowulf w reżyserii Roberta Zemeckisa. W roli głównej występuje Ray Winstone. Na podstawie scenariusza tego filmu (sporządzonego przez Neila Gaimana oraz Rogera Avaryego) Caitlín R. Kiernan (autorka opowieści fantasy) napisała powieść pod tym samym tytułem wyjaśniającą wiele kwestii nieprzedstawionych na ekranie. Książka ukazała się w Polsce w 2007 r. nakładem Wyd. Prószyński i S-ka. Powstał także film Beowulf: Prince of the Geats (2007), gdzie role Beowulfa i Grendela zagrali Damon Lynch III i Christian Boeving; projekt nie spotkał się z sukcesem komercyjnym. Fabuła filmu „Trzynasty wojownik” reżyserii Johna McTiernana stanowi luźną adaptację  sagi o Beowulfie. W 2016 r. powstał brytyjski 13-odcinkowy serial (jeden sezon)  Beowulf: Return to the Shieldlands. Drugi sezon serialu został zarzucony ze względu na niską oglądalność.

## Literatura tematu

### w języku angielskim
- John Leyerle:  The Interlace Structure of "Beowulf", 1967
- Christie Alfano: A Reevaluation of Grendels Mother, 1992
- Raph Arnold: Royal Halls: The Sutton Hoo Ship Burial, 1967
- Frank Battaglia: The Germanic Earth Goddes in Beowulf, 1991
- John Grigsby: Beowulf & Grendel: The Truth Behind Englands Oldest Legend, 2005
- Kelvin S. Kiernan: Grendels Heroic Mother, 1984
- E. G. Stanley: Did Beowulf Commit »Feaxfeng« against Grendels Mother, 1976
- The use of Term »Aeglaeca« in Beowulf at Lines 893 and 2592, 1961

### w języku polskim
- Bogusław Bednarek: Epos europejski. Wyd. Uniwersytetu Wrocławskiego, Wrocław 2001, s. 141-149, ISBN 83-229-2182-9
- Andrzej M. Kempiński: Słownik mitologii ludów indoeuropejskich. Poznań: Kantor Wydawniczy SAWW, 1993. ISBN 83-85066-91-8. Brak numerów stron w książce
- Andrzej M. Kempiński: Ilustrowany leksykon mitologii wikingów. Wyd. Kurpisz, Poznań 2007
- Caitlín R. Kiernan: Beowulf. Wyd. Prószyński i S-ka, Warszawa 2007
- Jan Kwapisz: „Potwory i Polacy” [w:] Mówią wieki, nr 02/08 (578), s. 12-17
- Wojciech Lipoński: Narodziny cywilizacji Wysp Brytyjskich. Kantor Wydawniczy SAWW, Poznań 1995
- John i Caitlín Matthews: Mitologia Wysp Brytyjskich. Dom Wydawniczy „Rebis”, Poznań 1997
- Mity i legendy Europy. Wyd. Brimax Oświatowy, Łódź 1991